# Gildo Pastor
Pour les articles homonymes, voir Pastor.
Gildo Pastor, né le 6 octobre 1910 à Monaco, commune où il est mort le 21 octobre 1990, est un entrepreneur en travaux publics, homme d'affaires milliardaire et promoteur immobilier monégasque.  

## Biographie
Gildo Pastor est le fils de l’entrepreneur monégasque Jean-Baptiste Pastor qui avait sur le Rocher l'entreprise de travaux publics J.B. Pastor & fls. Jean-Baptiste Pastore (Giovanni Battista Pastor), orphelin à 13 ans, taille de la pierre à Buggio (it) (littéralement « le trou » en italien). Dans les années 1880, comme de nombreux Italiens, il vient de plus en plus fréquemment pour des travaux de maçonnerie sur des chantiers en principauté qui se développent, joueurs et visiteurs affluant sur le Rocher et le casino de Monte-Carlo conçu en 1879. En 1924, son fils Gildo, alors âgé d’à peine 14 ans, le rejoint une fois son certificat d’études en poche. La famille Pastor s'installe définitivement à Monaco en 1926, année qui voit la création de l’entreprise de travaux publics J. B. Pastor & Fils, profitant du boom immobilier. Frédéric Laurent, historien des Grimaldi, note dans Le Rocher des Grimaldi que l'immobilier fut le « pétrole de Monaco » dès la fin du XIXe siècle,. 
Il réalise son premier grand succès en construisant le Stade Louis-II de Monaco en 1926. Le prince Louis II de Monaco (qui est son ami) lui confie également l’adduction d’eau de toute la principauté pendant la Seconde Guerre mondiale. 
Parallèlement aux travaux publics, il fait fortune avec « son clan » en se lançant dans la construction immobilière monégasque « en copropriété » à la suite de son père. Cette fortune décolle en 1966 lorsque le prince Rainier décide de concrétiser le projet d'extension sur la mer au Larvotto grâce à l'enfouissement des voies ferrées, de 1958 à 1964, pour permettre un accès sans entraves à la mer. Gildo achète à bas prix l’essentiel des terrains du bord de mer libérés par cet enfouissement et construit des immeubles résidentiels de luxe tout le long de l’avenue Princesse-Grace.
À son décès, ses trois enfants, Victor (1936-2002), Hélène (1937-2014) et Michel (1943-2014), héritent d'un patrimoine immobilier de 500 000 mètres carrés estimé à 19 milliards d'euros.

## Famille
Gildo Pastor a eu trois enfants  :
- Victor (1936-2002), père de :
  - Philippe Pastor (1961-), artiste peintre à Barcelone,
  - Marie-Hélène (1965-)
  - Jean-Victor Pastor (1968-), administrateur à  J.B. Pastor & Fils
  - Patrice Pastor (1973-),  président de J.B. Pastor & Fils
- Hélène (1937-2014), deux fois divorcée, et mère de :
  - Sylvia Ratkowski (1961-), mariée à Wojciech Janowski, consul de Pologne à Monaco en 2011
  - Gildo Pallanca Pastor (1967-), président de Venturi Automobiles, époux de Clémentine Salteur de La Serraz, dont 2 fils.
- Michel (1943-2014), époux de Syliane Stella Morell (remariée à José Luis de Vilallonga), puis de Catherine, et père de :
  - Fabrice Pastor, issu du premier mariage,
  - Alexandra Pastor (1976-), styliste qui épouse, en 2004, David Hallyday
  - Delphine Pastor (1977-), présidente de Michel Pastor Group
  - Émilie-Sophie Pastor (1981-), administrateur à Michel Pastor Group
  - Jean-Baptiste Pastor (1984-), administrateur à Michel Pastor Group. Il épouse Valentina Marzocco en 2012.